# Рассадное
Расса́дное (укр. Розсадне, крымскотат. Rassadnoye, Рассадное) — село в составе Вилинского сельского поселения (Вилинского сельского совета) Бахчисарайского района Крыма.

## Население
| 2001 | 2014 | 2021 |
| ---- | ---- | ---- |
| 12   | ↘4   | ↘1   |

Всеукраинская перепись 2001 года показала следующее распределение по носителям языка:
| Язык       | Число жит. | Процент |
| ---------- | ---------- | ------- |
| русский    | 8          | 66,67   |
| украинский | 4          | 33,33   |

По данным переписи 1989 года в селе проживало 5 человек. В Рассадном, на 2015 год 1 улица — Речная, по данным сельсовета на 2009 год в селе, при площади 0,1 гектар в 1 дворе числилось 2 жителя .

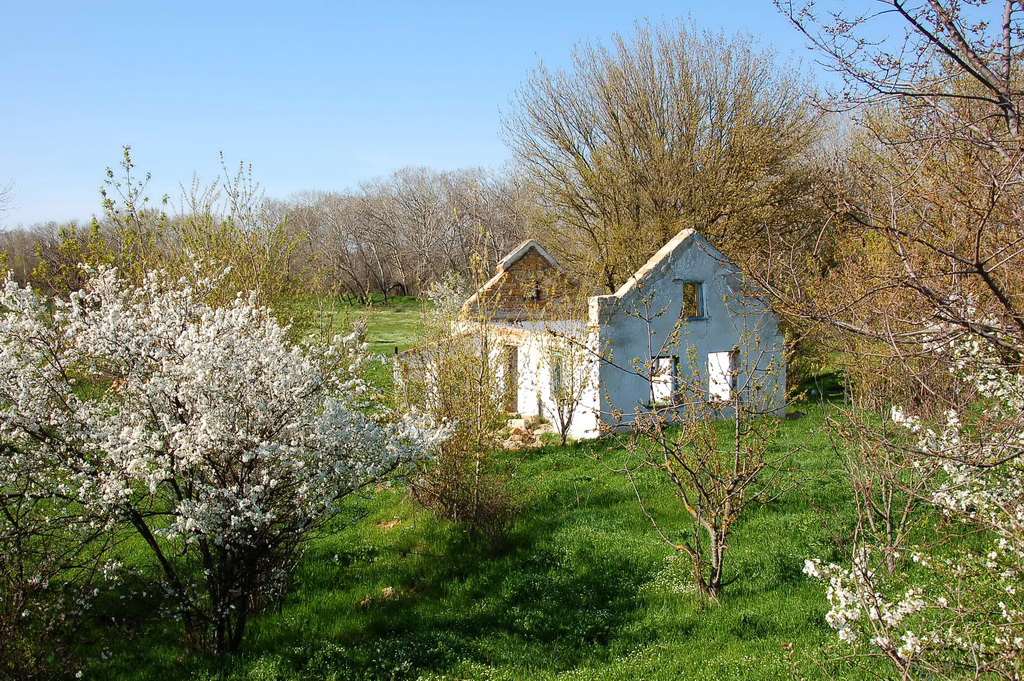
Покинутое здание в с. Рассадное

## География
Рассадное находится в западной части района, на левом бергу реки Альмы, в самом низовье, в 3 километрах от устья, высота центра села над уровнем моря — 34 м. Сообщение с центральной усадьбой Вилино — 1,5 км просёлка.

## История
Село создавалось в начале 1950-х годов, как посёлок при плодопитомнике в пойме Альмы. На 15 июня 1960 года село входило в состав Красноармейского сельсовета, а на 1 января 1968 года — Вилинского. С 12 февраля 1991 года село в восстановленной Крымской АССР, 26 февраля 1992 года переименованной в Автономную Республику Крым. С 21 марта 2014 года в составе Крыма аннексировано Россией.